# 阿尔韦托·胡安托雷纳
阿尔韦托·胡安托雷纳（西班牙語：Alberto Juantorena，1950年12月3日—），古巴前男子田径运动员。他曾在1976年夏季奥运会田径比赛中获得男子400米和800米金牌。他也曾在1973年和1977年夏季世界大学生运动会上获得金牌。